# Carl Hårdh
Carl Magnus Hårdh (Hordh), född 18 november 1865 i Karlskrona, död 17 april 1938 i Buenos Aires, var en svensk slöjdpedagog.
Carl Hårdh var son till timmermannen Ola Månsson. Han genomgick sex klasser i allmänt läroverk och fortsatte därefter sina studier vid Folkskoleseminariet i Göteborg, från vilket han utexaminerades 1885. Hårdh var därefter de närmaste tre åren anställd vid Bengt Carl Rodhes privatläroverk och seminarium i Göteborg. 1888 flyttade han över till Argentina och upptog där ett intresserat arbete för införande av den svenska slöjden i undervisningen. Han ledde permanenta slöjdkurser för lärare och var 1897–1909 direktör för slöjdundervisningen vid högre lärarseminariet i Buenos Aires samt därefter slöjdinspektör. 1909–1921 var Hårdh verksam som föreståndare för och lärare i teknologi vid argentinska statens hantverksskola i Catamarca samt 1921–1923 som rektor vid seminariet i San Luis, Hårdh sysslade under se sista åren av sitt liv med att utarbeta ett svensk-argentinskt lexikon, som färdigställdes av hans dotter.